# 弗里奧峰
78°8′S 162°52′E / 78.133°S 162.867°E
弗里奧峰（Frio Peak），是南極洲的山峰，位於維多利亞地的斯科特海岸，處於塞利恩特峰以東3公里，屬於皇家學會嶺的一部分，海拔高度2,606米，現時由南極條約體系管理。